# Volta a Portugal de 1983
A 45ª edição da Volta a Portugal em Bicicleta ("Volta 83") decorreu entre os dias 7 e 21 de Agosto de 1983. Composta por um prólogo e 16 etapas, num total de 1.800 km.

## Equipas
Participaram 74 corredores de 9 equipas:
- Mako Jeans (D.S. Afonso Henriques e João Faria)
  - 1. Marco Chagas
  - 2. António Pinto
  - 3. Eduardo Correia
  - 4. Isidro Miranda
  - 5. Jacinto Paulinho
  - 6. José Amaro
  - 7. Luís Moyano
  - 8. Manuel A. Gomes
  - 9. Manuel Zeferino
- Coelima-Friminho (D.S. Mário Miranda)
  - 10. Luís Teixeira
  - 11. Joaquim Fonseca
  - 12. Armindo Terebentino
  - 13. José Camilo
  - 14. José Pereira
  - 15. José Reis
  - 16. Norberto Medeiros
  - 17. Raúl Terebentino
- Ovarense-Alfaias Herculano (D.S. João Gomes e António Sá Pacheco)
  - 20. Adriano Pedro
  - 21. Alberto Leal
  - 22. Firmino Bernardino
  - 23. Gaspar Gonçalves
  - 24. João Paulo
  - 25. Joaquim Andrade
  - 26. Rui Henriques
  - 27. José Monteiro (Alfena)
- Vigaminho (D.S. José Martins e António Domingos)
  - 30. Aníbal Silva
  - 31. Belmiro Ribeiro
  - 32. Diamantino Vaz
  - 33. Fernando Costa
  - 34. José Martins
  - 35. Luís Gregório
  - 36. Manuel Martins
- FC Porto-UBP (D.S. Emídio Pinto e António Neves)
  - 40. Alexandre Ruas
  - 41. António Fernandes
  - 42. António Alves
  - 43. Belmiro Silva
  - 44. Benedito Ferreira
  - 45. Carlos Santos
  - 46. Fernando Fernandes
  - 47. Luís Vargues
  - 48. Manuel Cunha
- Coimbrões-Fagor (D.S. Joaquim Leite e Manuel Gonçalves)
  - 50. António Castro
  - 51. António Mira
  - 52. Bernardo de Sousa
  - 53. Eugénio Passos
  - 54. José Pereira (Casa do Pessoal da Siderurgia Nacional da Maia)
  - 55. José Passos
  - 56. Manuel Alves
  - 57. José Silva
- Lousa-Trinaranjus
  - 60. Adelino Teixeira
  - 61. Benjamim Carvalho
  - 62. Joaquim Carvalho
  - 63. José Xavier
  - 64. Luís Domingos
  - 65. João Santos
  - 66. José Poeira
  - 67. Paulo Ferreira
  - 68. Carlos Marta
- Tavira-Sylber
  - 70. Elias Campos
  - 71. Abel Coelho
  - 72. José Henriques
  - 73. Raúl Fachadas
  - 74. Carlos Ferreira
  - 75. José Marques
  - 78. José Mendes (Centro de Ciclismo de Loulé)
- Rodovil-Ajacto
  - 80. Venceslau Fernandes
  - 81. José Sousa Santos
  - 82. Manuel Neves
  - 83. Vítor Paula
  - 84. Manuel Vilar
  - 85. José C. Oliveira
  - 86. António O. Pinto
  - 87. Fernando Maia
  - 88. Fernando Carvalho

## Etapas
| Nº        | Dia          | Etapa                                              | km       | Vencedor da etapa                     | Camisola amarela                      |
| --------- | ------------ | -------------------------------------------------- | -------- | ------------------------------------- | ------------------------------------- |
| Prólogo   | 7 de Agosto  | Circuito do Autodril (C/R individual)              | 4,8      | Benjamim Carvalho (Lousa-Trinaranjus) | Benjamim Carvalho (Lousa-Trinaranjus) |
| 1ª etapa  | 8 de Agosto  | Autodril - Alto de Montejunto                      | 120      | José Henriques (Tavira-Sylber)        | José Henriques (Tavira-Sylber)        |
| 2ª etapa  | 9 de Agosto  | Cadaval - Loures                                   | 94       | Carlos Santos (FC Porto-UBP)          | José Henriques (Tavira-Sylber)        |
| 3ª etapa  | 10 de Agosto | Loures - Santo André                               | 192      | José Amaro (Mako Jeans)               | José Henriques (Tavira-Sylber)        |
| 4ª etapa  | 11 de Agosto | Santo André - Tavira                               | 197      | Belmiro Ribeiro (Vigaminho)           | José Henriques (Tavira-Sylber)        |
| 5ª etapa  | 11 de Agosto | Pista de Tavira (Perseguição individual)           | 2        | António Fernandes (FC Porto-UBP)      | José Henriques (Tavira-Sylber)        |
| 6ª etapa  | 12 de Agosto | Castro Marim - Évora                               | 201      | Manuel Neves (Rodovil-Ajacto)         | José Henriques (Tavira-Sylber)        |
| 7ª etapa  | 13 de Agosto | Évora - Castelo de Vide                            | 135      | Eugénio Passos (Coimbrões-Fagor)      | José Henriques (Tavira-Sylber)        |
| 8ª etapa  | 14 de Agosto | Castelo de Vide - Termas de Monfortinho            | 159      | Marco Chagas (Mako Jeans)             | José Henriques (Tavira-Sylber)        |
|           | 15 de Agosto | Descanso                                           | Descanso | Descanso                              | José Henriques (Tavira-Sylber)        |
| 9ª etapa  | 16 de Agosto | Termas de Monfortinho - Covilhã                    | 90       | António Fernandes (FC Porto-UBP)      | José Henriques (Tavira-Sylber)        |
| 10ª etapa | 16 de Agosto | Covilhã - Penhas da Saúde (C/R individual)         | 1        | António Pinto (Rodovil-Ajacto)        | José Henriques (Tavira-Sylber)        |
| 11ª etapa | 17 de Agosto | Covilhã - Mangualde (Alto da Senhora do Castelo)   | 111      | Alexandre Ruas (FC Porto-UBP)         | José Henriques (Tavira-Sylber)        |
| 12ª etapa | 18 de Agosto | Mangualde - Oliveira do Bairro                     | 112      | Belmiro Ribeiro (Vigaminho)           | José Henriques (Tavira-Sylber)        |
| 13ª etapa | 18 de Agosto | Oliveira do Bairro - Curia (C/R individual)        | 35       | Marco Chagas (Mako Jeans)             | Marco Chagas (Mako Jeans)             |
| 14ª etapa | 19 de Agosto | Porto - Mondim de Basto (Alto da Senhora da Graça) | 160      | Venceslau Fernandes (Rodovil-Ajacto)  | Marco Chagas (Mako Jeans)             |
| 15ª etapa | 20 de Agosto | Mondim de Basto - Póvoa de Varzim                  | 122      | Benjamim Carvalho (Lousa-Trinaranjus) | Marco Chagas (Mako Jeans)             |
| 16ª etapa | 21 de Agosto | Póvoa de Varzim - Matosinhos                       | 38       | Benjamim Carvalho (Lousa-Trinaranjus) | Marco Chagas (Mako Jeans)             |

## Classificações Finais

### Geral individual
| Lugar | Nome                | Nacionalidade | Equipa                     | Tempo       |
| ----- | ------------------- | ------------- | -------------------------- | ----------- |
| 01º   | Marco Chagas        | Portugal      | Mako Jeans                 | 47h 09' 31" |
| 02º   | António Pinto       | Portugal      | Rodovil-Ajacto             | + 1' 42"    |
| 03º   | Belmiro Silva       | Portugal      | FC Porto-UBP               | + 2' 27"    |
| 04º   | Venceslau Fernandes | Portugal      | Rodovil-Ajacto             | + 2' 45"    |
| 05º   | José Xavier         | Portugal      | Lousa-Trinaranjus          | + 2' 54"    |
| 06º   | Joaquim Andrade     | Portugal      | Ovarense-Alfaias Herculano | + 3' 17"    |
| 07º   | Manuel Cunha        | Portugal      | FC Porto-UBP               | + 3' 54"    |
| 08º   | Manuel Neves        | Portugal      | Rodovil-Ajacto             | + 4' 24"    |
| 09º   | Firmino Bernardino  | Portugal      | Ovarense-Alfaias Herculano | + 4' 36"    |
| 10º   | Fernando Fernandes  | Portugal      | FC Porto-UBP               | + 5' 18"    |

### Geral por equipas
| Lugar | Equipa         | Tempo |
| ----- | -------------- | ----- |
| 1º    | Rodovil-Ajacto |       |
| 2º    |                |       |
| 3º    |                |       |

### Geral por Pontos
| Lugar | Nome           | Equipa       | Pontos |
| ----- | -------------- | ------------ | ------ |
| 1º    | Carlos Santos  | FC Porto-UBP | 63     |
| 2º    | Alexandre Ruas | FC Porto-UBP | 46     |
| 3º    | Marco Chagas   | Mako Jeans   | 34     |

### Geral da Montanha
| Lugar | Nome                | Equipa                     | Pontos |
| ----- | ------------------- | -------------------------- | ------ |
| 1º    | Venceslau Fernandes | Rodovil-Ajacto             | 53     |
| 2º    | Firmino Bernardino  | Ovarense-Alfaias Herculano | 26     |
| 3º    | Luís Teixeira       | Coelima-Friminho           | 20     |

### Outras classificações
Metas Volantes: Carlos Santos (FC Porto-UBP), 14 pontos.
Combinado: Marco Chagas (Mako Jeans)
Juventude: José Xavier (Lousa-Trinaranjus)

## Ciclistas
Partiram: 74; Desistiram: 14; Terminaram: 60.
Media: 38,272 km/h.